# Bogosavac
Bogosavac (em cirílico: Богосавац) é uma vila da Sérvia localizada no município de Šabac, pertencente ao distrito de Mačva, na região de Mačva. A sua população era de 1112 habitantes segundo o censo de 2011.

## Demografia
| 1948  | 1953  | 1961  | 1971  | 1981  | 1991  | 2002  | 2011  |
| ----- | ----- | ----- | ----- | ----- | ----- | ----- | ----- |
| 1 065 | 1 187 | 1 181 | 1 146 | 1 191 | 1 219 | 1 159 | 1 112 |